# Jorge Lendeborg Jr.
Jorge David Lendeborg Jr. (Santo Domingo, 21 gennaio 1996) è un attore dominicano naturalizzato statunitense.

## Biografia
È attivo in campo cinematografico e televisivo, ed è noto soprattutto per aver recitato in Spider-Man: Homecoming e Tuo, Simon.

## Filmografia

### Cinema
- Brigsby Bear, regia di Dave McCary (2017)
- Spider-Man: Homecoming, regia di Jon Watts (2017)
- Tuo, Simon (Love, Simon), regia di Greg Berlanti (2018)
- Bumblebee, regia di Travis Knight (2018)
- Alita - Angelo della battaglia (Alita: Battle Angel), regia di Robert Rodriguez (2019)
- Bliss, regia di Mike Cahill (2021)
- Night Teeth, regia di Adam Randall (2021)
- Boogie, regia di Eddie Huang (2021)

### Televisione
- Graceland - serie TV, 1 episodio (2014)
- Wu-Tang: An American Saga - Serie TV, 4 episodi (2019)

## Doppiatori italiani
Nelle versioni in italiano delle opere in cui ha recitato, Jorge Lendeborg Jr. è stato doppiato da:
•  Simone Lupinacci in American Carnage
- Alex Polidori in Bumblebee, Alita - Angelo della battaglia
- Federico Campaiola in Tuo, Simon, Night Teeth
- Alessio Celsa in Wu-Tang: An American Saga